# 山崎 (郡山市)
山崎（やまざき）は、福島県郡山市に所在する字である。郵便番号は963-8841。

## 地理
郡山市役所本庁所管地域である旧郡山地区に属し、住所としては「郡山市字山崎」と表記される。北西で台東、北で菜根屋敷、菜根、香久池、南東で城清水、南で名倉、久留米、西で大槻町、菜根屋敷（南西側）とそれぞれ隣接する。
JR東日本郡山駅西側市街地南部に位置し、国道49号南側沿線、五百渕公園とその東西の一角を範囲とする。域内は主に住宅地であり、幹線道路沿いに店舗や事務所などが位置する。
久留米に所在する郡山警察署久留米交番、および堂前町に所在する郡山消防署本署がそれぞれ管轄にあたる。

### 河川・湖沼
一級水系阿武隈川水系
- 南川
- 五百渕

## 世帯数と人口
2024年1月1日現在の世帯数と人口は以下の通りである。
| 町丁 | 世帯数  | 人口  |
| ---- | ------- | ----- |
| 山崎 | 318世帯 | 670人 |

## 小・中学校の学区
市立小・中学校に通う場合、学区は以下の通りとなる。
| 番地 | 小学校           | 中学校                 |
| ---- | ---------------- | ---------------------- |
| 全域 | 郡山市立桜小学校 | 郡山市立郡山第三中学校 |

## 交通

### 道路
- 国道49号
- 一級市道29号荒井長者線
- 一級市道30号荒井八山田線（内環状線）
- 二級市道162号山崎久留米線

## 施設等
- 郡山市立桜小学校
- 土屋病院
- ファッションセンターしまむら 郡山久留米店
- かつや 郡山香久池店
- 記憶の森（結婚式場）
- 五百渕公園